# Igor' Dobrovol'skij
Igor' Ivanovič Dobrovol'skij (in russo Игорь Иванович Добровольский?; Markivka, 27 agosto 1967) è un allenatore di calcio ed ex calciatore sovietico, dal 1992 russo, di ruolo centrocampista.
Dopo un paio di anni a Chișinău, Dobrovol'skij passa alla Dinamo Mosca: in questo periodo è convocato spesso in Nazionale, dove tra il 1986 e il 1990 gioca e vince l'Olimpiade di Seul, segnando 6 gol in 6 partite, e gioca anche il Mondiale del 1990. Acquistato dal Genoa, in Italia non ha successo e il presidente Aldo Spinelli lo cede in prestito a mezza Europa, dove vince da comprimario un campionato francese e la Champions League 1993 con l'Olympique Marsiglia, poi lo rispedisce alla Dinamo Mosca.
Dobrovol'skij si rilancia, anche grazie alla partecipazione all'Europeo del 1992, e in patria torna a giocare in modo continuo. Nel 1994 tenta nuovamente l'avventura in Spagna, all'Atlético Madrid, fallendo ancora. Dopo un anno firma per il Fortuna Düsseldorf, club di seconda divisione tedesca che ottiene la promozione e gioca la Bundesliga 1996-97. Partecipa ad Euro 1996 pochi anni prima del ritiro, giunto nel 1999. Nel 2005-2006 torna in campo come allenatore-giocatore di un club moldavo e tra il 2007 e il 2010 allena la Nazionale moldava.
Dal 2018 allena il club moldavo Dinamo-Auto Tiraspol

## Caratteristiche tecniche
Ala o trequartista velocissimo, dal buon dribbling, dal gioco offensivo e dall'ottimo sinistro, durante la carriera ha giocato da attaccante, sia come prima sia come seconda punta. Non era un fantasista e aveva un tiro potente. Atleta, ha sofferto di diversi infortuni al ginocchio. Inoltre, sapeva calciare sia le punizioni sia i rigori.
Calciatore incostante, era considerato come uno dei più grandi talenti della Nazionale sovietica. È stato definito anche come l'erede di Oleksandr Zavarov.

## Carriera

### Club
Nasce a Markivka, nell'Oblast' di Odessa, oggi Ucraina ma all'epoca ancora Unione Sovietica. Esordisce nel Nistru Kišinëv, società che oggi gioca nel campionato moldavo. Segna 13 gol in 27 presenze nei due anni di seconda divisione che gioca a Chișinău, accettando il trasferimento nella capitale sovietica nel 1986, andando a vestire i colori della Dinamo Mosca, il club dello Stato. Alla terza giornata, il 14 marzo 1986, firma l'1-2 con il quale la Dinamo Mosca sconfigge il Metalist Charkiv. Il 29 luglio seguente realizza il 2-2 su rigore nel derby di Mosca contro lo Spartak. Termina la sua prima stagione a Mosca con 4 reti stagionali e la Dinamo sfiora il titolo sovietico, perso per un solo punto ai danni della Dinamo Kiev di Valerij Lobanovs'kyj, tecnico che Dobrovol'skij incontrerà nuovamente come CT della Nazionale.
Alla seconda stagione parte meglio, realizzando subito un gol al primo turno del torneo 1987, contro lo Žalgiris Vilnius (1-0). Il 21 marzo, decide anche l'incontro a Leningrado sullo Zenit (0-1) ma a fine stagione conclude nuovamente con 4 gol in tutto il torneo: la Dinamo è quarta in campionato. In Coppa, il club elimina lo Şaxter Karagandy (1-3, un gol di Dobrovol'skij), il Daugava Riga (3-1) e il Kolos Nikopol'(1-0), accedendo alle semifinali, dove escono ai rigori contro la Dinamo Kiev, che andrà a vincere la competizione.
Il 10 marzo 1988, alla prima partita del nuovo campionato sovietico, Dobrovol'skij segna un gol nel 3-2 sullo Zenit. Il 7 ottobre seguente, segna lo 0-1 che consente ai moscoviti di guadagnare tre punti sul campo del Nistru Chișinău, la sua ex squadra. Per il terzo anno di fila, segna 4 gol in campionato, mentre il club resta nelle zone basse della classifica, terminando con un anonimo decimo posto. Nel torneo seguente, si sblocca tardi, il 6 giugno, alla dodicesima giornata: sigla una tripletta contro l'Ararat (6-1), la prima e l'unica nella sua carriera da professionista (due dei tre gol sono realizzati su calcio di rigore). 9 giorni dopo, marca una doppietta contro la Dinamo Tbilisi, ribaltando il punteggio da 1-0 a 1-2, andando nuovamente a segno dagli undici metri. Il 21 luglio seguente, nel derby, la Dinamo batte la Lokomotiv 0-1, grazie a una rete di Dobrovol'skij e il 3 agosto l'attaccante decide anche la sfida contro la Dinamo Tbilisi, segnando l'1-0 finale su rigore. Per tutto il torneo, il club lotta per non retrocedere e alla fine giunge ottavo, anche grazie alle 11 reti firmate da Dobrovol'skij, terzo tra i migliori marcatori della stagione.
Nel 1990 realizza il primo gol stagionale alla diciottesima giornata: una rete nel 3-2 al Chornomorets. A fine stagione la Dinamo Mosca finisce al terzo posto in campionato e in semifinale nella Coppa sovietica, mentre Dobrovol'skij segna altri 4 gol.
Il 10 agosto 1990, ultimo giorno di mercato, il Genoa deposita il contratto di Dobrovol'skij che passa così alla società italiana a 23 anni: firma un triennale da 400 milioni di lire a stagione, mentre alla Dinamo Mosca andrebbero 1,5 miliardi di lire, ma cinque giorni più tardi, Anatolij Byšovec, neo CT dell'URSS, annuncia che manca la firma della Federazione sovietica e il suo permesso per lasciare che Dobrovol'skij si trasferisca all'estero; inoltre, non ha l'età consentita per lasciare il paese, ovvero almeno 28 anni. Nonostante tutto il primo settembre l'arrivo di Dobrovol'skij al Genoa è in dirittura d'arrivo e il giocatore sovietico è dato come disponibile alla causa genoana dal primo ottobre, dopo la fine del campionato sovietico. Il 5 settembre il Genoa decide di rinunciare definitivamente a Dobrovol'skij. Il 4 novembre successivo arriva il transfer della Dinamo Mosca per il passaggio di Dobrovol'skij al Genoa: il problema del presidente genoano, all'epoca Aldo Spinelli, sta nel fatto che ha già tre stranieri, l'uruguaiano Carlos Aguilera, il cecoslovacco Tomáš Skuhravý e il brasiliano Branco, arrivato proprio nei primi giorni di novembre. Dobrovol'skij rifiuta la proposta del club italiano di giocare per 6 mesi al Porto, per poi tornare a Genoa. A fine stagione è nominato calciatore sovietico dell'anno.
Nel gennaio 1991 Dobrovol'skij si trasferisce in prestito in Spagna, al Castellón, club che milita nella massima divisione nazionale. Gioca 14 partite, segna 3 gol: ciò non basta a salvare la squadra dalla retrocessione in seconda categoria, che arriva all'ultima giornata. Tornato a Genova, il club italiano lo gira nuovamente in prestito, questa volta agli svizzeri del Servette: segna 15 marcature in 23 giornate di campionato. Tornato al Genoa dal Servette, Dobrovol'skij gioca la sfida di Coppa Italia contro l'Ancona (5-1), nei primi di settembre 1992, firmando una doppietta (un gol arriva su rigore). Con l'arrivo di Bruno Giorgi sulla panchina genoana, il russo è spesso relegato in panchina. Il 27 ottobre successivo, durante un Genoa-Pescara, al 52', sul 3-3, Dobrovol'skij è ammonito per la seconda volta per non aver rispettato la distanza su un calcio di punizione a favore del Pescara: nonostante il secondo cartellino giallo, il direttore di gara, Massimo Chiesa, non lo espelle e la sfida prosegue. Alla fine la spunta il Genoa per 4-3. L'8 dicembre seguente, con Luigi Maifredi alla guida del Genoa, è ufficializzato il passaggio di Dobrovol'skij in prestito all'Olympique Marsiglia. A fine stagione conta 8 gettoni, 1 gol, una Ligue 1, una Champions League, terminando una stagione deludente per il ridottissimo minutaggio.
Tornato in Italia, il Genoa lo cede a titolo definitivo alla Dinamo Mosca: 31 presenze e 9 gol in due mezze stagioni. Alla fine, la sua breve esperienza italiana, è considerata fallimentare. Il primo luglio 1993 segna il suo primo gol al ritorno nella neonata Russia, andando in rete su rigore contro i rivali del CSKA Mosca (2-1). Il 7 novembre realizza una doppietta allo Dinamo Stavropol' (4-0). Nel campionato seguente si sblocca alla quarta giornata, decidendo la sfida sul Tekstilščik (1-0). Il 9 aprile seguente realizza l'1-0 sul Lada Togliatti. L'Atlético Madrid punta su di lui: 19 incontri, 1 gol. Dopo un anno tenta l'avventura tedesca: resta tre anni a Düsseldorf, segnando 14 gol in 54 partite di campionato. Nel 1999, a 32 anni, si ritira.
Nel 2005-2006 torna in campo come allenatore-giocatore di una squadra calcistica moldava. Per un triennio allena la Nazionale moldava poi passa ad allenare il Dacia Chișinău nel 2010. Nel 2013 lascia l'incarico, rimanendo ad allenare altre società moldave. Nel 2015 torna alla guida del Dacia Chișinău.

### Nazionale
È stato protagonista alle Olimpiadi di Seoul 1988 con la maglia della Nazionale olimpica dell'URSS, vincendo la medaglia d'oro e concludendo il torneo come vice capocannoniere con 6 gol.
In Nazionale maggiore, invece, ha disputato le fasi finali dei Mondiali 1990 (con la Nazionale sovietica), degli Europei 1992 (con la Nazionale della CSI), segnando l'unico gol della propria nazionale a quel torneo, e degli Europei 1996 (con la Nazionale russa). È uno dei pochi calciatori ad aver giocato e ad aver segnato per tre Nazionali calcistiche diverse: con l'URSS, con la CSI e con la Russia.
Il 26 marzo 1986 debutta con l'URSS contro l'Inghilterra (0-1). Il 26 aprile 1987 segna il suo primo gol in una partita ufficiale contro la Germania Est (3-0). Nel 1988 è chiamato per i giochi olimpici estivi da Anatolij Byšovec: nella fase a gironi Dobrovol'skij segna contro Argentina (2-1) e USA (4-2), ai quarti realizza due calci di rigore contro l'Australia (3-0), in semifinale segna anche all'Italia (2-3) e in finale firma il suo sesto gol nel torneo, contro il Brasile di Romário, sfida vinta 2-1, e che alla fine lo precederà nella classifica marcatori proprio grazie al gol del parziale 0-1 brasiliano, andando a quota 7 reti. Durante questa competizione si fa notare a livello internazionale. Convocato da Valerij Lobanovs'kyj, gioca i Mondiali del 1990 da titolare: l'URSS esce nella fase a gironi e Dobrovol'skij firma il suo primo e unico gol a un Mondiale, realizzando il 4-0 finale contro il Camerun.
Con lo scioglimento dell'Unione Sovietica, Dobrovol'skij opta per giocare con la Nazionale russa invece che con quella moldava.
Il 3 giugno 1992 esordisce con la CSI giocando contro la Danimarca (1-1). Inoltre, è uno degli otto giocatori ad aver realizzato un gol per questa Nazionale: nove giorni dopo segna un gol alla Germania (1-1), durante Euro 1992. La Nazionale della CSI guidata da Byšovec esce al primo turno. Il 14 ottobre seguente gioca la sua prima partita internazionale anche con la Nazionale russa contro l'Islanda (1-0). Il CT Pavel Sadyrin gli fa giocare buona parte delle qualificazioni al Mondiale 1994 negli Stati Uniti ma non lo convoca per la rassegna mondiale: segna la prima rete con la Russia il 23 maggio 1993 alla Grecia (1-1). Nonostante Dobrovol'skij giochi nella seconda divisione tedesca, il nuovo CT della Nazionale russa Oleg Romancev gli dà fiducia, lo chiama e lo fa giocare a Euro 1996, contro l'Italia, partita persa 2-1. Il 19 agosto 1998, due anni dopo l'incontro sull'Italia, Dobrovol'skij è convocato per un'ultima partita internazionale, contro la Svezia (1-0).
Tra il 1986 e il 1998 totalizza 47 presenze e 10 gol internazionali, giocando un'Olimpiade, un Mondiale e due Europei.

### Allenatore
Nel 2005 è stato ingaggiato come giocatore-allenatore dal Tiligul-Tiras Tiraspol, che ha guidato per una stagione (2005/2006). Successivamente, nel 2007, è stato nominato CT della Nazionale moldava per le qualificazioni all'Europeo 2008. Successivamente ha prolungato il contratto di due anni, fino al 31 dicembre 2009, in vista delle qualificazioni al Mondiale 2010.
Dal 2010 è allenatore della squadra moldava del Dacia Chişinău con la quale ha vinto uno scudetto nella stagione 2010-2011.

## Statistiche

### Cronologia presenze e reti in nazionale

#### URSS
| Cronologia completa delle presenze e delle reti in nazionale ― Unione Sovietica | Cronologia completa delle presenze e delle reti in nazionale ― Unione Sovietica | Cronologia completa delle presenze e delle reti in nazionale ― Unione Sovietica | Cronologia completa delle presenze e delle reti in nazionale ― Unione Sovietica | Cronologia completa delle presenze e delle reti in nazionale ― Unione Sovietica | Cronologia completa delle presenze e delle reti in nazionale ― Unione Sovietica | Cronologia completa delle presenze e delle reti in nazionale ― Unione Sovietica | Cronologia completa delle presenze e delle reti in nazionale ― Unione Sovietica |
| Data                                                                            | Città                                                                           | In casa                                                                         | Risultato                                                                       | Ospiti                                                                          | Competizione                                                                    | Reti                                                                            | Note                                                                            |
| ------------------------------------------------------------------------------- | ------------------------------------------------------------------------------- | ------------------------------------------------------------------------------- | ------------------------------------------------------------------------------- | ------------------------------------------------------------------------------- | ------------------------------------------------------------------------------- | ------------------------------------------------------------------------------- | ------------------------------------------------------------------------------- |
| 26-3-1986                                                                       | Tbilisi                                                                         | Unione Sovietica                                                                | 0 – 1                                                                           | Inghilterra                                                                     | Amichevole                                                                      | -                                                                               | 75’                                                                             |
| 29-8-1987                                                                       | Belgrado                                                                        | Jugoslavia                                                                      | 0 – 1                                                                           | Unione Sovietica                                                                | Amichevole                                                                      | 1                                                                               |                                                                                 |
| 9-9-1987                                                                        | Mosca                                                                           | Unione Sovietica                                                                | 1 – 1                                                                           | Francia                                                                         | Qual. Euro 1988                                                                 | -                                                                               | 69’                                                                             |
| 23-9-1987                                                                       | Mosca                                                                           | Unione Sovietica                                                                | 3 – 0                                                                           | Grecia                                                                          | Amichevole                                                                      | 1                                                                               |                                                                                 |
| 10-10-1987                                                                      | Berlino Est                                                                     | Germania Est                                                                    | 1 – 1                                                                           | Unione Sovietica                                                                | Qual. Euro 1988                                                                 | -                                                                               |                                                                                 |
| 31-8-1988                                                                       | Reykjavík                                                                       | Islanda                                                                         | 1 – 1                                                                           | Unione Sovietica                                                                | Qual. Mondiali 1990                                                             | -                                                                               | 60’                                                                             |
| 26-4-1989                                                                       | Kiev                                                                            | Unione Sovietica                                                                | 3 – 0                                                                           | Germania Est                                                                    | Qual. Mondiali 1990                                                             | 1                                                                               | 75’                                                                             |
| 10-5-1989                                                                       | Istanbul                                                                        | Turchia                                                                         | 0 – 1                                                                           | Unione Sovietica                                                                | Qual. Mondiali 1990                                                             | -                                                                               |                                                                                 |
| 31-5-1989                                                                       | Mosca                                                                           | Unione Sovietica                                                                | 1 – 1                                                                           | Islanda                                                                         | Qual. Mondiali 1990                                                             | 1                                                                               |                                                                                 |
| 23-8-1989                                                                       | Lubin                                                                           | Polonia                                                                         | 1 – 1                                                                           | Unione Sovietica                                                                | Amichevole                                                                      | -                                                                               | Cap.                                                                            |
| 6-9-1989                                                                        | Vienna                                                                          | Austria                                                                         | 0 – 0                                                                           | Unione Sovietica                                                                | Qual. Mondiali 1990                                                             | -                                                                               |                                                                                 |
| 8-10-1989                                                                       | Karl-Marx-Stadt                                                                 | Germania Est                                                                    | 2 – 1                                                                           | Unione Sovietica                                                                | Qual. Mondiali 1990                                                             | -                                                                               |                                                                                 |
| 15-11-1989                                                                      | Sinferopoli                                                                     | Unione Sovietica                                                                | 2 – 0                                                                           | Turchia                                                                         | Qual. Mondiali 1990                                                             | -                                                                               | 84’                                                                             |
| 9-6-1990                                                                        | Bari                                                                            | Unione Sovietica                                                                | 0 – 2                                                                           | Romania                                                                         | Mondiali 1990 - 1º turno                                                        | -                                                                               | 71’                                                                             |
| 13-6-1990                                                                       | Napoli                                                                          | Argentina                                                                       | 2 – 0                                                                           | Unione Sovietica                                                                | Mondiali 1990 - 1º turno                                                        | -                                                                               |                                                                                 |
| 18-6-1990                                                                       | Bari                                                                            | Camerun                                                                         | 0 – 4                                                                           | Unione Sovietica                                                                | Mondiali 1990 - 1º turno                                                        | 1                                                                               |                                                                                 |
| 29-8-1990                                                                       | Mosca                                                                           | Unione Sovietica                                                                | 1 – 2                                                                           | Romania                                                                         | Amichevole                                                                      | -                                                                               |                                                                                 |
| 12-9-1990                                                                       | Mosca                                                                           | Unione Sovietica                                                                | 2 – 0                                                                           | Norvegia                                                                        | Qual. Euro 1992                                                                 | -                                                                               |                                                                                 |
| 3-11-1990                                                                       | Roma                                                                            | Italia                                                                          | 0 – 0                                                                           | Unione Sovietica                                                                | Qual. Euro 1992                                                                 | -                                                                               | 51’                                                                             |
| 21-11-1990                                                                      | Port of Spain                                                                   | Stati Uniti                                                                     | 0 – 0                                                                           | Unione Sovietica                                                                | Amichevole                                                                      | -                                                                               | Cap.                                                                            |
| 23-11-1990                                                                      | Port of Spain                                                                   | Trinidad e Tobago                                                               | 0 – 2                                                                           | Unione Sovietica                                                                | Amichevole                                                                      | -                                                                               | Cap. · 46’                                                                      |
| 30-11-1990                                                                      | Città del Guatemala                                                             | Guatemala                                                                       | 0 – 3                                                                           | Unione Sovietica                                                                | Amichevole                                                                      | 1                                                                               | Cap.                                                                            |
| 6-2-1991                                                                        | Glasgow                                                                         | Scozia                                                                          | 0 – 1                                                                           | Unione Sovietica                                                                | Amichevole                                                                      | -                                                                               | Cap.                                                                            |
| 27-3-1991                                                                       | Francoforte sul Meno                                                            | Germania                                                                        | 2 – 1                                                                           | Unione Sovietica                                                                | Amichevole                                                                      | 1                                                                               |                                                                                 |
| 23-5-1991                                                                       | Manchester                                                                      | Unione Sovietica                                                                | 1 – 1                                                                           | Argentina                                                                       | England Challenge Cup                                                           | -                                                                               |                                                                                 |
| Totale                                                                          |                                                                                 | Presenze                                                                        | 25                                                                              |                                                                                 | Reti                                                                            | 7                                                                               |                                                                                 |

| Cronologia completa delle presenze e delle reti in nazionale ― Unione Sovietica olimpica | Cronologia completa delle presenze e delle reti in nazionale ― Unione Sovietica olimpica | Cronologia completa delle presenze e delle reti in nazionale ― Unione Sovietica olimpica | Cronologia completa delle presenze e delle reti in nazionale ― Unione Sovietica olimpica | Cronologia completa delle presenze e delle reti in nazionale ― Unione Sovietica olimpica | Cronologia completa delle presenze e delle reti in nazionale ― Unione Sovietica olimpica | Cronologia completa delle presenze e delle reti in nazionale ― Unione Sovietica olimpica | Cronologia completa delle presenze e delle reti in nazionale ― Unione Sovietica olimpica |
| Data                                                                                     | Città                                                                                    | In casa                                                                                  | Risultato                                                                                | Ospiti                                                                                   | Competizione                                                                             | Reti                                                                                     | Note                                                                                     |
| ---------------------------------------------------------------------------------------- | ---------------------------------------------------------------------------------------- | ---------------------------------------------------------------------------------------- | ---------------------------------------------------------------------------------------- | ---------------------------------------------------------------------------------------- | ---------------------------------------------------------------------------------------- | ---------------------------------------------------------------------------------------- | ---------------------------------------------------------------------------------------- |
| 18-9-1988                                                                                | Busan                                                                                    | Corea del Sud olimpica                                                                   | 0 – 0                                                                                    | Unione Sovietica olimpica                                                                | Olimpiadi 1988 - 1º turno                                                                | -                                                                                        |                                                                                          |
| 20-9-1988                                                                                | Daegu                                                                                    | Argentina olimpica                                                                       | 1 – 2                                                                                    | Unione Sovietica olimpica                                                                | Olimpiadi 1988 - 1º turno                                                                | 1                                                                                        | 54’                                                                                      |
| 22-9-1988                                                                                | Daegu                                                                                    | Stati Uniti olimpica                                                                     | 2 – 4                                                                                    | Unione Sovietica olimpica                                                                | Olimpiadi 1988 - 1º turno                                                                | 1                                                                                        | 54’                                                                                      |
| 25-9-1988                                                                                | Busan                                                                                    | Unione Sovietica olimpica                                                                | 3 – 0                                                                                    | Australia olimpica                                                                       | Olimpiadi 1988 - Quarti di finale                                                        | 2                                                                                        |                                                                                          |
| 27-9-1988                                                                                | Busan                                                                                    | Unione Sovietica olimpica                                                                | 3 – 2 dts                                                                                | Italia olimpica                                                                          | Olimpiadi 1988 - Semifinale                                                              | 1                                                                                        |                                                                                          |
| 1-10-1988                                                                                | Seul                                                                                     | Unione Sovietica olimpica                                                                | 2 – 1 dts                                                                                | Brasile olimpica                                                                         | Olimpiadi 1988 - Finale                                                                  | 1                                                                                        |                                                                                          |
| Totale                                                                                   |                                                                                          | Presenze                                                                                 | 6                                                                                        |                                                                                          | Reti                                                                                     | 6                                                                                        |                                                                                          |

| Cronologia completa delle presenze e delle reti in nazionale ― Unione Sovietica under 21 | Cronologia completa delle presenze e delle reti in nazionale ― Unione Sovietica under 21 | Cronologia completa delle presenze e delle reti in nazionale ― Unione Sovietica under 21 | Cronologia completa delle presenze e delle reti in nazionale ― Unione Sovietica under 21 | Cronologia completa delle presenze e delle reti in nazionale ― Unione Sovietica under 21 | Cronologia completa delle presenze e delle reti in nazionale ― Unione Sovietica under 21 | Cronologia completa delle presenze e delle reti in nazionale ― Unione Sovietica under 21 | Cronologia completa delle presenze e delle reti in nazionale ― Unione Sovietica under 21 |
| Data                                                                                     | Città                                                                                    | In casa                                                                                  | Risultato                                                                                | Ospiti                                                                                   | Competizione                                                                             | Reti                                                                                     | Note                                                                                     |
| ---------------------------------------------------------------------------------------- | ---------------------------------------------------------------------------------------- | ---------------------------------------------------------------------------------------- | ---------------------------------------------------------------------------------------- | ---------------------------------------------------------------------------------------- | ---------------------------------------------------------------------------------------- | ---------------------------------------------------------------------------------------- | ---------------------------------------------------------------------------------------- |
| 5-9-1990                                                                                 | Sarajevo                                                                                 | Jugoslavia under 21                                                                      | 2 – 4                                                                                    | Unione Sovietica under 21                                                                | Europeo Under-21 1990 - Finale                                                           | 1                                                                                        |                                                                                          |
| 17-10-1990                                                                               | Sinferopoli                                                                              | Unione Sovietica under 21                                                                | 3 – 1                                                                                    | Jugoslavia under 21                                                                      | Europeo Under-21 1990 - Finale                                                           | 1                                                                                        |                                                                                          |
| Totale                                                                                   |                                                                                          | Presenze                                                                                 | 2                                                                                        |                                                                                          | Reti                                                                                     | 2                                                                                        |                                                                                          |

#### CSI
| Cronologia completa delle presenze e delle reti in nazionale ― Comunità degli Stati Indipendenti | Cronologia completa delle presenze e delle reti in nazionale ― Comunità degli Stati Indipendenti | Cronologia completa delle presenze e delle reti in nazionale ― Comunità degli Stati Indipendenti | Cronologia completa delle presenze e delle reti in nazionale ― Comunità degli Stati Indipendenti | Cronologia completa delle presenze e delle reti in nazionale ― Comunità degli Stati Indipendenti | Cronologia completa delle presenze e delle reti in nazionale ― Comunità degli Stati Indipendenti | Cronologia completa delle presenze e delle reti in nazionale ― Comunità degli Stati Indipendenti | Cronologia completa delle presenze e delle reti in nazionale ― Comunità degli Stati Indipendenti |
| Data                                                                                             | Città                                                                                            | In casa                                                                                          | Risultato                                                                                        | Ospiti                                                                                           | Competizione                                                                                     | Reti                                                                                             | Note                                                                                             |
| ------------------------------------------------------------------------------------------------ | ------------------------------------------------------------------------------------------------ | ------------------------------------------------------------------------------------------------ | ------------------------------------------------------------------------------------------------ | ------------------------------------------------------------------------------------------------ | ------------------------------------------------------------------------------------------------ | ------------------------------------------------------------------------------------------------ | ------------------------------------------------------------------------------------------------ |
| 3-6-1992                                                                                         | Copenaghen                                                                                       | Danimarca                                                                                        | 1 – 1                                                                                            | Comunità degli Stati Indipendenti                                                                | Amichevole                                                                                       | -                                                                                                |                                                                                                  |
| 12-6-1992                                                                                        | Norrköping                                                                                       | Comunità degli Stati Indipendenti                                                                | 1 – 1                                                                                            | Germania                                                                                         | Euro 1992 - 1º turno                                                                             | 1                                                                                                | 70’                                                                                              |
| 15-6-1992                                                                                        | Göteborg                                                                                         | Paesi Bassi                                                                                      | 0 – 0                                                                                            | Comunità degli Stati Indipendenti                                                                | Euro 1992 - 1º turno                                                                             | -                                                                                                |                                                                                                  |
| 18-6-1992                                                                                        | Norrköping                                                                                       | Scozia                                                                                           | 3 – 0                                                                                            | Comunità degli Stati Indipendenti                                                                | Euro 1992 - 1º turno                                                                             | -                                                                                                |                                                                                                  |
| Totale                                                                                           |                                                                                                  | Presenze                                                                                         | 4                                                                                                |                                                                                                  | Reti                                                                                             | 1                                                                                                |                                                                                                  |

#### Russia
| Cronologia completa delle presenze e delle reti in nazionale ― Russia | Cronologia completa delle presenze e delle reti in nazionale ― Russia | Cronologia completa delle presenze e delle reti in nazionale ― Russia | Cronologia completa delle presenze e delle reti in nazionale ― Russia | Cronologia completa delle presenze e delle reti in nazionale ― Russia | Cronologia completa delle presenze e delle reti in nazionale ― Russia | Cronologia completa delle presenze e delle reti in nazionale ― Russia | Cronologia completa delle presenze e delle reti in nazionale ― Russia |
| Data                                                                  | Città                                                                 | In casa                                                               | Risultato                                                             | Ospiti                                                                | Competizione                                                          | Reti                                                                  | Note                                                                  |
| --------------------------------------------------------------------- | --------------------------------------------------------------------- | --------------------------------------------------------------------- | --------------------------------------------------------------------- | --------------------------------------------------------------------- | --------------------------------------------------------------------- | --------------------------------------------------------------------- | --------------------------------------------------------------------- |
| 14-10-1992                                                            | Mosca                                                                 | Russia                                                                | 1 – 0                                                                 | Islanda                                                               | Qual. Mondiali 1994                                                   | -                                                                     |                                                                       |
| 28-10-1992                                                            | Mosca                                                                 | Russia                                                                | 2 – 0                                                                 | Lussemburgo                                                           | Qual. Mondiali 1994                                                   | -                                                                     |                                                                       |
| 14-4-1993                                                             | Lussemburgo                                                           | Lussemburgo                                                           | 0 – 4                                                                 | Russia                                                                | Qual. Mondiali 1994                                                   | -                                                                     |                                                                       |
| 28-4-1993                                                             | Mosca                                                                 | Russia                                                                | 3 – 0                                                                 | Ungheria                                                              | Qual. Mondiali 1994                                                   | -                                                                     |                                                                       |
| 23-5-1993                                                             | Mosca                                                                 | Russia                                                                | 1 – 1                                                                 | Grecia                                                                | Qual. Mondiali 1994                                                   | 1                                                                     |                                                                       |
| 2-6-1993                                                              | Reykjavík                                                             | Islanda                                                               | 1 – 1                                                                 | Russia                                                                | Qual. Mondiali 1994                                                   | -                                                                     | 73’                                                                   |
| 8-9-1993                                                              | Budapest                                                              | Ungheria                                                              | 1 – 3                                                                 | Russia                                                                | Qual. Mondiali 1994                                                   | -                                                                     | 70’                                                                   |
| 17-11-1993                                                            | Atene                                                                 | Grecia                                                                | 1 – 0                                                                 | Russia                                                                | Qual. Mondiali 1994                                                   | -                                                                     |                                                                       |
| 29-3-1995                                                             | Mosca                                                                 | Russia                                                                | 0 – 0                                                                 | Scozia                                                                | Qual. Euro 1996                                                       | -                                                                     | 61’                                                                   |
| 26-4-1995                                                             | Salonicco                                                             | Grecia                                                                | 0 – 3                                                                 | Russia                                                                | Qual. Euro 1996                                                       | -                                                                     |                                                                       |
| 7-6-1995                                                              | Serravalle                                                            | San Marino                                                            | 0 – 7                                                                 | Russia                                                                | Qual. Euro 1996                                                       | 1                                                                     | 59’                                                                   |
| 15-11-1995                                                            | Mosca                                                                 | Russia                                                                | 3 – 1                                                                 | Finlandia                                                             | Qual. Euro 1996                                                       | -                                                                     | 46’                                                                   |
| 9-2-1996                                                              | Ta' Qali                                                              | Islanda                                                               | 0 – 3                                                                 | Russia                                                                | Torneo di Malta 1996                                                  | -                                                                     | 76’                                                                   |
| 25-5-1996                                                             | Doha                                                                  | Qatar                                                                 | 2 – 5                                                                 | Russia                                                                | Amichevole                                                            | -                                                                     | 46’                                                                   |
| 29-5-1996                                                             | Mosca                                                                 | Russia                                                                | 1 – 0                                                                 | Emirati Arabi Uniti                                                   | Amichevole                                                            | -                                                                     | 46’                                                                   |
| 2-6-1996                                                              | Mosca                                                                 | Russia                                                                | 2 – 0                                                                 | Polonia                                                               | Amichevole                                                            | -                                                                     | 58’ 90’                                                               |
| 11-6-1996                                                             | Liverpool                                                             | Italia                                                                | 2 – 1                                                                 | Russia                                                                | Euro 1996 - 1º turno                                                  | -                                                                     | 70’                                                                   |
| 19-8-1998                                                             | Örebro                                                                | Svezia                                                                | 1 – 0                                                                 | Russia                                                                | Amichevole                                                            | -                                                                     | Cap. · 73’                                                            |
| Totale                                                                |                                                                       | Presenze                                                              | 18                                                                    |                                                                       | Reti                                                                  | 2                                                                     |                                                                       |

## Palmarès

### Giocatore

#### Club

##### Competizioni nazionali
- Campionato francese: 1

Olympique Marsiglia: 1991-1992

##### Competizioni internazionali
- UEFA Champions League: 1

Olympique Marsiglia: 1992-1993

#### Nazionale
- Oro olimpico: 1

1988
- Campionato d'Europa Under-21: 1

1990

#### Individuale
- Calciatore sovietico dell'anno: 1

1990
- Calciatore straniero dell'anno del campionato svizzero: 1

1992

### Allenatore

#### Club
- Campionato moldavo: 1

Dacia Chisinau: 2010-2011
- Supercoppa di Moldavia: 1

Dacia Chisinau: 2011

#### Individuale
- Allenatore moldavo dell'anno: 1

2007, 2011